# Balada triste de trompeta
Balada triste de trompeta es una película española de comedia negra y terror dirigida por Álex de la Iglesia, que se comenzó a rodar el 18 de enero de 2010, usando locaciones de Madrid, Alcoy y los estudios Ciudad de la Luz (Alicante). Fue la primera película de De la Iglesia en la que no trabajó con Jorge Guerricaechevarría.
Obtuvo el León de Plata a la mejor dirección y el Premio al Mejor Guion en el Festival Internacional de Cine de Venecia de 2010. El título, Balada triste de trompeta, procede de una canción de la década de 1960 del cantante Raphael.
Se estrenó en España el 17 de diciembre de 2010 y en Estados Unidos en la primavera de 2011.

## Argumento
Balada triste de trompeta comienza en Madrid en 1937, en plena guerra civil, cuando un grupo de milicianos interrumpen la actuación de dos payasos en un circo; el payaso tonto (Santiago Segura) y el triste (Fofito). Los reclutan a la fuerza, junto con el resto del equipo de artistas del circo. Sin embargo, el payaso triste se niega debido a que el lugar está lleno de ancianos y niños, entre ellos, Javier, su hijo. Después de una dura batalla donde el payaso tonto mata a varios soldados del bando franquista a machetazos, pero es atrapado, y tras el fin de la guerra lo meten en la cárcel.
Durante la posguerra, Javier, ya adolescente, va a visitar a su padre, internado en el Valle de los Caídos. Este le indica que debe hacerse payaso triste, para expresar su sentimiento de que nunca conoció a su madre y de que su padre morirá en la cárcel. También le indica que deberá vengarse en el momento oportuno. Javier cumple la promesa, aunque escoge un mal momento para vengarse. Su padre trabaja en la construcción de la cruz del Valle de los Caídos, y Javier pone un explosivo en la mina, causando el pánico entre los soldados y la muerte de su padre a manos del coronel Salcedo (Sancho Gracia). Este cae del caballo y cae sobre un filo, que se le clava en el ojo.
Luego, en 1973, Javier (Carlos Areces) consigue empleo en un circo, y se enamora de una trapecista llamada Natalia (Carolina Bang), novia del payaso tonto del circo, Sergio (Antonio de la Torre), un torturador, maltratador, agresivo y machista. El problema llega cuando ambos payasos se pelean por el amor de Natalia, y Javier deja desfigurado a Sergio, huyendo por el bosque, y siendo atrapado por el coronel Salcedo, enemigo del padre de Javier, que lo reconoce por un collar que lleva. Ahí lo usa Salcedo como perro de caza.
Javier consigue escapar de sus captores, vestido como un terrorífico payaso con ametralladoras, haciéndose su disfraz típico de un payaso Casablanca, con un traje de torero y una mitra, se echa sosa cáustica en la cara, y con una plancha se hace dos heridas en las mejillas y los labios, y una herida en forma de luna en la frente, con el que pretende dejar atrás el pasado de payaso triste para convertirse en el payaso vengador. Para liberarse de todas las injusticias, comienza a aterrorizar a la gente por la calle, tal y como le había mandado una aparición de su padre en una película de Raphael, producida por una alucinación, con la frase: "El humor es para los débiles. Si no se ríen, acojónalos".
Caminando por la calle coincide con la muerte de Luis Carrero Blanco, mientras es buscado por la policía. Javier llega al circo, donde sus amigos le ayudan a conseguir a Natalia, distrayendo a la policía, y persiguiéndola hasta los túneles del Valle de los Caídos.
La película acaba con una pelea desenfrenada por parte de la pareja de payasos en la cruz del Valle de los Caídos. Natalia sale herida y muere al precipitarse al vacío enrollada en una cinta y rompiéndose la columna. La policía llega a la escena de la lucha y se lleva a los dos payasos detenidos. Montados en el coche policial, Javier y Sergio se echan a llorar desconsoladamente, pero en el caso de Sergio debido a la desfiguración de su rostro, aparenta que se ríe a carcajadas.

## Reparto
- Carlos Areces como Javier Granados, el payaso triste.
- Antonio de la Torre como Sergio, el payaso tonto.
- Carolina Bang como Natalia, la chica de la tela.
- Manuel Tallafé como Ramiro, domador de elefantes.
- Alejandro Tejería como Motorista fantasma.
- José Manuel Cervino como Secretario.
- Manuel Tejada como Jefe de pista.
- Paco Sagárzazu como Anselmo.
- Terele Pávez como Dolores, la bruja.
- Joaquín Climent como Padre de familia.
- Luis Varela como Manuel, el veterinario que le cose la cara a Sergio.
- Luz Valdenebro como María Ángeles.
- Fernando Guillén Cuervo como Capitán miliciano. Capitán que obliga al payaso a combatir.
- Gracia Olayo como Sonsoles, novia de Andrés.
- Enrique Villén como Andrés, domador de perros.
- Sancho Gracia como Coronel Salcedo.
- Santiago Segura como Payaso tonto.
- Fofito como Payaso listo.
- Raúl Arévalo como Carlos.
- Fran Perea como Soldado nacional.
- Juana Cordero como Madre de familia.
- Sasha di Benedetto como Javier (niño).
- Juan Viadas como Franco.
- Raphael como él mismo (tomas de archivo).

## Recepción de la crítica
La película posee un 79% de aprobación en el sitio Rotten Tomatoes, sobre 28 comentarios. En Metacritic es de 70%, sobre 14 comentarios.
E. Rodríguez Marchante, del diario ABC, expresó: "la potencia de sus imágenes y lo imprevisible de sus instantes gloriosos la convierten en un menú para insaciables".
Mientras, Carlos Boyero, de El País, expresó: "Álex de la Iglesia arriesga y gana" y añade "es una película de rareza atractiva, tan hipnótica como inclasificable".

## Premios
Festival de cine de Venecia
| Año  | Categoría                           | Persona            | Resultado |
| ---- | ----------------------------------- | ------------------ | --------- |
| 2010 | León de Oro                         |                    | Candidata |
| 2010 | León de Plata a la mejor dirección  | Álex de la Iglesia | Ganador   |
| 2010 | Premio Golden Osella al mejor guion | Álex de la Iglesia | Ganador   |

Premios Goya
| Año  | Categoría                     | Persona                                                       | Resultado  |
| ---- | ----------------------------- | ------------------------------------------------------------- | ---------- |
| 2010 | Mejor película                |                                                               | Candidata  |
| 2010 | Mejor director                | Álex de la Iglesia                                            | Candidato  |
| 2010 | Mejor actor                   | Antonio de la Torre                                           | Candidato  |
| 2010 | Mejor actriz de reparto       | Terele Pávez                                                  | Candidata  |
| 2010 | Mejor actriz revelación       | Carolina Bang                                                 | Candidata  |
| 2010 | Mejor guion original          | Álex de la Iglesia                                            | Candidato  |
| 2010 | Mejor música original         | Roque Baños                                                   | Candidato  |
| 2010 | Mejor fotografía              | Kiko de la Rica                                               | Candidato  |
| 2010 | Mejor edición                 | Alejandro Lázaro                                              | Candidato  |
| 2010 | Mejor dirección de arte       | Edou Hydallgo                                                 | Candidato  |
| 2010 | Mejor dirección de producción | Yousaf Bokhari                                                | Candidato  |
| 2010 | Mejor vestuario               | Paco Delgado                                                  | Candidato  |
| 2010 | Mejor maquillaje y peluquería | José Quetglas Pedro Rodríguez "Pedrati" Nieves Sánchez Torres | Ganadores  |
| 2010 | Mejor sonido                  | Charly Schmukler Diego Garrido                                | Candidatos |
| 2010 | Mejores efectos especiales    | Reyes Abades Ferrán Piquer                                    | Ganadores  |

Premios Sant Jordi
| Categoría                        | Persona                           | Resultado |
| -------------------------------- | --------------------------------- | --------- |
| Mejor actor en película española | Carlos Areces Antonio de la Torre | Ganadores |